# جيمس بنتلي
جيمس بنتلي (بالإنجليزية: James Bentley)‏ هو ممثل أمريكي، ولد في 14 يوليو 1992. بدأ مشواره المهني سنة 2001، ومن الجوائز التي نالها جائزة الفنان الصغير.

## أعمال

### أفلام
- (2001) الآخرون[4]

## جوائز وترشيحات
جوائز
- جائزة الفنان الصغير

ترشيحات
- Goya Award for Best New Actor [الإنجليزية]‏، عن عمل: الآخرون (2002)

## وصلات خارجية
- جيمس بنتلي على موقع IMDb (الإنجليزية)
- جيمس بنتلي على موقع ألو سيني (الفرنسية)
- جيمس بنتلي على موقع أول موفي (الإنجليزية)
- جيمس بنتلي على موقع قاعدة بيانات الأفلام السويدية (السويدية)
- جيمس بنتلي على موقع قاعدة بيانات الفيلم (الإنجليزية)
- جيمس بنتلي على موقع كينوبويسك (الروسية)